# Pkgsrc
 (juin 2024).
La mise en forme du texte ne suit pas les recommandations de Wikipédia : il faut le « wikifier ».
Les points d'amélioration suivants sont les cas les plus fréquents. Le détail des points à revoir est peut-être précisé sur la page de discussion.
- Les titres sont pré-formatés par le logiciel. Ils ne sont ni en capitales, ni en gras.
- Le texte ne doit pas être écrit en capitales (les noms de famille non plus), ni en gras, ni en italique, ni en « petit »…
- Le gras n'est utilisé que pour surligner le titre de l'article dans l'introduction, une seule fois.
- L'italique est rarement utilisé : mots en langue étrangère, titres d'œuvres, noms de bateaux, etc.
- Les citations ne sont pas en italique mais en corps de texte normal. Elles sont entourées par des guillemets français : « et ».
- Les listes à puces sont à éviter, des paragraphes rédigés étant largement préférés. Les tableaux sont à réserver à la présentation de données structurées (résultats, etc.).
- Les appels de note de bas de page (petits chiffres en exposant, introduits par l'outil «  Source ») sont à placer entre la fin de phrase et le point final[comme ça].
- Les liens internes (vers d'autres articles de Wikipédia) sont à choisir avec parcimonie. Créez des liens vers des articles approfondissant le sujet. Les termes génériques sans rapport avec le sujet sont à éviter, ainsi que les répétitions de liens vers un même terme.
- Les liens externes sont à placer uniquement dans une section « Liens externes », à la fin de l'article. Ces liens sont à choisir avec parcimonie suivant les règles définies. Si un lien sert de source à l'article, son insertion dans le texte est à faire par les notes de bas de page.
- La présentation des références doit suivre les conventions bibliographiques. Il est recommandé d'utiliser les modèles {{Ouvrage}}, {{Chapitre}}, {{Article}}, {{Lien web}} et/ou {{Bibliographie}}. Le mode d'édition visuel peut mettre en forme automatiquement les références.
- Insérer une infobox (cadre d'informations à droite) n'est pas obligatoire pour parachever la mise en page.

Pour une aide détaillée, merci de consulter Aide:Wikification.
Si vous pensez que ces points ont été résolus, vous pouvez retirer ce bandeau et améliorer la mise en forme d'un autre article.
pkgsrc est un gestionnaire de paquets portable pour les systèmes d'exploitation de type Unix. C'est le gestionnaire de paquets par défaut pour NetBSD, SmartOS et Minix 3.

## Présentation
Une des particularités de pkgsrc est d'être portable et de permettre de créer des paquets binaires pour 23 systèmes d'exploitation différents dont la liste est donnée dans #Plateformes supportées.
pkgsrc contient actuellement plus de 26 000 paquets qui permettent de fournir des logiciels open source parmi les plus populaires.
pkgsrc est principalement basé sur l'utilisation d'un dérivé de NetBSD make et utilise un ensemble de fichiers appelés makefile pour construire de manière portable un paquet binaire à partir des sources téléchargés.

### Installation de paquets
Il existe plusieurs façons d'installer des programmes à l'aide de pkgsrc :
- Un utilitaire bootstrap contient un ensemble de paquets qui sont construits pour permettre de compiler les logiciels à partir des sources.
- Des paquets binaires peuvent être installés depuis une source locale ou distante via les outils pkg_add et pkg_delete.
- Un utilitaire de haut niveau nommé pkgin[4] existe également et est conçu pour automatiser l'installation, la suppression et la mise à jour des paquets binaires d'une manière similaire à l'Advanced Packaging Tool de Debian[5].

### Structuration d'un paquet
Un paquet est structuré avec un ensemble de fichiers dont notamment :
- DESCR qui est un fichier texte décrivant le logiciel
- distinfo qui contient les sommes de contrôle des fichiers source nécessaires à la construction du paquet
- PLIST qui contient la liste des fichiers installés par le paquet
- Makefile qui définit les variables nécessaires à la construction et l'installation du paquet

```
DISTNAME
=
       
libmpdclient-2.20

PKGREVISION
=
    
1

CATEGORIES
=
     
audio

MASTER_SITES
=
   
https://www.musicpd.org/download/libmpdclient/2/

EXTRACT_SUFX
=
   
.tar.xz

MAINTAINER
=
     
pkgsrc-users@NetBSD.org

HOMEPAGE
=
       
https://github.com/MusicPlayerDaemon/libmpdclient

COMMENT
=
        
Asynchronous
 
API
 
library
 
for
 
interfacing
 
MPD

LICENSE
=
        
modified-bsd

LDFLAGS.SunOS
+=
 
-lsocket

PYTHON_FOR_BUILD_ONLY
=
  
tool

.include "../../devel/meson/build.mk"

.include "../../mk/bsd.pkg.mk"

```

## Plateformes supportées
| Plateforme                | Date d'ajout  | Date de suppression |
| ------------------------- | ------------- | ------------------- |
| NetBSD                    | octobre 1997  |                     |
| Solaris                   | mars 1999     |                     |
| Linux                     | juin 1999     |                     |
| Darwin et macOS           | octobre 2001  |                     |
| FreeBSD                   | novembre 2002 |                     |
| OpenBSD                   | novembre 2002 |                     |
| IRIX                      | décembre 2002 |                     |
| BSD/OS                    | décembre 2003 | mars 2025           |
| AIX                       | décembre 2003 |                     |
| Interix (pour Windows NT) | mars 2004     | avril 2025          |
| DragonFly BSD             | octobre 2004  |                     |
| OSF/1                     | novembre 2004 |                     |
| HP-UX                     | avril 2007    |                     |
| QNX                       | octobre 2007  |                     |
| Haïku                     | janvier 2010  |                     |
| MINIX3                    | août 2010     |                     |
| MirBSD                    | janvier 2011  | mars 2025           |
| illumos et SmartOS        | février 2011  |                     |
| Cygwin                    | mai 2013      |                     |
| GNU/kFreeBSD              | juillet 2013  | mars 2025           |
| Bitrig                    | juin 2015     | septembre 2022      |

## Histoire
Le 3 octobre 1997, les développeurs Alistair Crooks et Hubert Feyrer créent pkgsrc en se basant sur le catalogue de logiciels portés de FreeBSD. Leur objectif était de proposer un gestionnaire de paquets pour prendre en charge la collection des paquets NetBSD. Il a été officiellement publié dans NetBSD 1.3 le 4 janvier 1998. DragonFly BSD a utilisé pkgsrc comme système de paquets officiel de la version 1.4 en 2006 jusqu'à la version 3.4 en 2013,.
En 1999, la prise en charge par pkgsrc de Solaris a été ajoutée, suivie par la prise en charge d'autres systèmes d'exploitation.
Le 12 septembre 2017, une politique de message de validation adaptée au gestionnaire de version décentralisée a été établie par le projet.
De 2004 à 2019 s'est tenue la conférence technique pkgsrcCon dont l'objectif était de se faire rencontrer les développeurs, les contributeurs et les utilisateurs de pkgsrc.

## Paquets
La Fondation NetBSD fournit des paquets binaires officiels prédéfinis pour plusieurs combinaisons de versions de NetBSD, d'architecture et de versions de pkgsrc,.
Plusieurs fournisseurs proposent des paquets binaires prédéfinis pour certaines plateformes :
- Depuis 2014 et jusqu'en 2022, l'entreprise Joyent a fourni des paquets binaires pour SmartOS / illumos, macOS et Red Hat Enterprise Linux[14]. Les paquets étaient fournis sur une base continue à partir du tronc (HEAD, dans la terminologie CVS) de pkgsrc, avec des mises à jour très régulières. De plus, des versions stables trimestrielles étaient également fournis pour la version SmartOS de Joyent[15].
- Depuis 2017, l'Université du Wisconsin-Milwaukee fournit des paquets binaires pour NetBSD, Red Hat Enterprise Linux / CentOS et Darwin / macOS[16],[17]. Les paquets sont uniquement construits à partir des versions trimestrielles de pkgsrc, ce qui facilite leur utilisation dans des expériences à long terme, où la stabilité et la reproductibilité des résultats sont essentielles.
- Depuis 2022, c'est MNX Cloud qui a pris la suite de Joyent pour fournir des paquets binaires pour SmartOS / Illumos[18], macOS[19], Linux[20] et NetBSD[21].

L'outil pbulk permet d'automatiser la construction de l'ensemble (ou d'un sous-ensemble défini) de la collection des paquets pour produire une distribution de paquets binaires,.